# Michelob Light Eagle
Michelob Light Eagle bylo letadlo poháněné lidskou silou postavené v rámci projektu Daedalus na Massachusettském technologickém institutu (MIT), Cambridge, USA. Bylo s ním ustanoveno několik dodnes platných rekordů u lidskou silou poháněných letadel.
Michelob Light Eagle je nyní součástí sbírky National Air and Space Museum (Národní letecké a kosmické muzeum) při The Smithsonian Institution ve Washington, D.C., USA.

## Historie
Koncem sedmdesátých a začátkem osmdesátých let 20. století došlo k velkým pokrokům ve stavbě letadel poháněných lidskou silou. Bylo to nejen díky novým materiálům (lehkým a pevným, bez nichž byly dosavadní konstrukce neúspěšné) a motivaci v podobě Kremerových cen, ale také díky vzájemné rivalitě (především amerických) technologických univerzit, pro něž postavení takového letu schopného letadla bylo prestižní záležitostí. Jednou z univerzit zapojených do tohoto soutěžení byl i Massachusettský technologický institut (MIT), kde vzniklo postupně několik letadel (MIT Burd, MIT Chrysalis, MIT Monarch).
V květnu 1984 získal MIT Monarch první rychlostní Kremerovu cenu a před týmem nyní nebyla žádná další výzva. Bylo tedy rozhodnuto o pokusu přeletět trasu z ostrova Kréta, absolvovanou bájným mytickým řeckým hrdinou Daidalem. 
V rámci projektu Daedalus byla postavena postupně tři letadla: Michelob Light Eagle, MIT Daedalus 87 a MIT Daedalus 88.

## Stavba letadla
Michelob Light Eagle (v překladu Lehký orel, familiárně byl označován také jako „Emily“) byl prototypem postaveným v rámci tohoto projektu. Sloužil k ověření základních myšlenek a postupů. Oproti následujícím letadlům „Daedalus“ na něm bylo použito méně kompozitu z uhlíkových vláken, hmotnost tedy byla o 11 kg vyšší (42 proti 31 kg). "Orel" měl také použit jiný profil křídla (označován jako Dai 1335), který byl méně účinný než zdokonalený profil s označením „DAE-11“.
První lety byly absolvovány v říjnu 1986 a po nich stroj prošel několika úpravami, především zvětšením rozpětí křídla, které nyní dosáhlo hodnoty 34,7 metru.

## Rekordy
V lednu 1987 došlo na kalifornském Roger Dry Lake k dalším testům. Při nich bylo překonáno a ustanoveno několik rekordů lidskou silo poháněných letadel, které platí dodnes:
- 21. ledna 1987 pilotka Lois McCallin ustanovila v ženské kategorii dosud platný rekord v ulétnuté vzdálenosti na uzavřené trati (15,44 km).
- Tento let trval 37 minut a 38 sekund, což je aktuální rekord v ženské kategorii v trvání letu.
- Lois McCallin stejný den ustanovila i dosud platný ženský rekord v ulétnuté vzdálenosti na přímé trati (6,83 km).
- 22. ledna 1987 pilot Glenn Tremml na stejném místě ustanovil také dosud platný rekord v ulétnuté vzdálenosti na uzavřené trati s hodnotou 58,66 km.

## Technické údaje
- Rozpětí: 34,7 m
- Plocha křídla: cca 30 m²
- Délka: 8,6 m
- Výška: ?
- Hmotnost (prázdná): 42 kg
- Posádka (a pohon): jeden pilot
- Profil křídla: Dai 1335